# Ectecephala tincta
Ectecephala tincta är en tvåvingeart som beskrevs av Becker 1912. Ectecephala tincta ingår i släktet Ectecephala och familjen fritflugor. Inga underarter finns listade i Catalogue of Life.